# Pitcairnia micotrinensis
Pitcairnia micotrinensis är en gräsväxtart som beskrevs av Robert William Read. Pitcairnia micotrinensis ingår i släktet Pitcairnia och familjen Bromeliaceae.
Artens utbredningsområde är Dominica. Inga underarter finns listade i Catalogue of Life.